# میرچین (اکبرآباد)
میرچین (انگلیسی: Mirchin، الفبای آوانگاری بین‌المللی: Mīrĉīn) که در گویشِ بومی به‌آن میچین (انگلیسی: Michin، الفبای آوانگاری بین‌المللی: Mīĉīn) و در نام‌گذاریِ نو به‌آن اکبرآباد (انگلیسی: AkbarAbad، الفبای آوانگاری بین‌المللی: AkbarĀbād) می‌گویند، روستایی در الموت است.

## جغرافیا
این روستا پیش از این در دهستانِ الموتِ بالا، بخشِ رودبارِ الموتِ شرقی، شهرستانِ قزوین، استانِ قزوین جای گرفته بود. امّا در سالِ ۱۳۸۷ک‌خ طیِ نامه‌ای که از سوی وزیرِ کشور، مصوّبهٔ هیأتِ دولت در خصوصِ اجرای چهار تغییر در تقسیماتِ کشوریِ استانِ قزوین به‌استاندارِ این استان ابلاغ شد و بر اساسِ گفتهٔ محمّد زاجکانی‌ها سرپرستِ دفترِ سیاسی و انتخاباتِ استانداری، روستاهای «میرچین(اکبرآباد)، چاله، آقاگیر و حیله‌رود» از توابعِ بخشِ الموتِ شرقی، از این بخش جدا و در دهستانِ حصار خُروان، بخشِ زیباشهر، شهرستانِ البرز، استانِ قزوین جای داده شدند.

## جمعیت
میرچین ۵۰ خانوار دارد.

## ادبیات
نادر یوسفی سراینده و نویسندهٔ معاصرِ قزوین در چکامهٔ «میرچین»، طبیعتِ زیبا و دست‌نخوردهٔ روستای میرچین را به‌رشتهٔ نظم درآورده است:
«میرچین»
به بخشِ زیباشهر از توابعِ اَلَموت
دِهی بسانِ نگینی به تاجِ قزوین است
شمالِ زَرنو و آزادرود و  اَمرودَک
جنوبِ چاله و آمِشک و گیرو  زَردین است
به پارسی نامش گر چه اکبرآباد است
هَماره در تاتی ناموَر به میچین است
نه میرچین! که دِهِ بانوانِ پاک نهاد
نه میرچین! دِهِ مردانِ نیک آیین است

دو گوهرند نگهبانِ شأن و شوکتِ دِه
که اعتبارِ دِه از این دو پایه تأمین است

هوا و آبِ نکو این دو گوهرند که دِه
به لطفِ این دو مُنَزَّه زِ قیدِ تزئین است

نه! این سخن به خطا شد شما نخوانش دِه
بخوان بهشتِ بَرین اَر دو گوهرش این است

هوای تابستانش خنک چو فصلِ بهار
و آب چشمهٔ آن همچو شهد شیرین است

هوا نه! دل به نشاط آور و مُفَرَّحِ ذات
چه چشمه کَز آن آبِ حیات تضمین است

بهشت خواهی اردیبهشتِ صحرا بین
کَز عطرِ آویشن دشت عَنبَرآگین است

به باغ زمزمهٔ بُزبُزا و سبزِقَبا
به دشت شانه‌بسر در کنارِ نسرین است

شمارِ کَشکَرک و کَبک از عدد بیرون
قیاق و واش فُزون‌تر زِ حَدِّ تخمین است

تمامِ جنبشِ صحرا به یک اشارهٔ شب
دمی دِگَرْش ببینی به خوابِ نوشین است

نَشیدِ روز و جهانِ هزار چندانش
به شب ببین که جهانِ هزار چندین است

ستارگانِ درخشان در آسمانِ کبود
یکی کلاهِ گوهر روی موی مِشکین است

روایتِ غمِ بهرام و غَمزهٔ ناهید
حکایتِ دلِ کیوان و نازِ پروین است

صدای برگ درختان و زوزه‌های شغال
از آن پس آبادی در سکوتِ سنگین است